# Edward Osóbka-Morawski
Edward Bolesław Osóbka-Morawski (IPA: [ˈɛdvard ɔˈsupka mɔˈrafskʲi]) (Bliżyn, 5 ottobre 1909 – Varsavia, 9 gennaio 1997) è stato un politico polacco.

## Biografia
Fu Primo ministro del Comitato di Lublino, poi del governo provvisorio di Polonia dal gennaio al giugno 1945 ed infine del governo d'unità nazionale polacco dal giugno 1945 al 1947.